# Martin Wildschütz
Martin Wildschütz (* 27. September 1959) ist ein deutscher Jurist. Er ist seit November 2012 Präsident des Landesarbeitsgerichts Rheinland-Pfalz.

## Leben und Wirken
Wildschütz trat nach Abschluss seiner juristischen Ausbildung im März 1991 in den Landesdienst des Landes Rheinland-Pfalz ein und war zunächst wissenschaftlicher Mitarbeiter beim Landesarbeitsgericht Rheinland-Pfalz tätig, bevor er als Richter an das Arbeitsgericht Koblenz wechselte. In den Jahren 1996 und 1997 war er als wissenschaftlicher Mitarbeiter an das Bundesarbeitsgericht, von 1999 bis 2001 an das Landesarbeitsgericht Rheinland-Pfalz und anschließend an das Ministerium der Justiz abgeordnet. Im Jahr 2003 wurde Wildschütz zum Direktor des Arbeitsgerichts Koblenz ernannt, bevor er im August 2006 als Vorsitzender Richter an das Landesarbeitsgericht Rheinland-Pfalz wechselte. Seit dem 21. November 2012 ist er Präsident des Landesarbeitsgerichts Rheinland-Pfalz.